# Hydrolutos
Hydrolutos is een geslacht van rechtvleugeligen uit de familie Anostostomatidae. De wetenschappelijke naam van dit geslacht is voor het eerst geldig gepubliceerd in 1999 door Issa & Jaffe.

## Soorten
Het geslacht Hydrolutos omvat de volgende soorten:
- Hydrolutos aracamuni Issa & Jaffe, 1999
- Hydrolutos auyan Issa & Jaffe, 1999
- Hydrolutos breweri Derka & Fedor, 2010
- Hydrolutos chimantea Issa & Jaffe, 1999
- Hydrolutos roraimae Issa & Jaffe, 1999